# デイ・オブ・デスティニー
『デイ・オブ・デスティニー』（原題：Tarragona - Ein Paradies in Flammen）は、ドイツのテレビ映画。1978年7月11日にスペインで発生したロス・アルファケス大惨事を題材にしている。

## あらすじ
スペインのタラゴナ。地中海に面した美しいリゾート地は、バカンス・シーズンを迎え、ヨーロッパ各地から集まった観光客で賑わっていた。家族連れ、恋人たち。休暇を楽しむ人々に、恐るべき運命の瞬間が近づいていた。液化ガスを満載したタンクローリーが横転、キャンプ場に突っ込んだのだ。可燃性ガスは大爆発を起こし、灼熱の炎が数千名の観光客を襲う。熱波が過ぎ去った時、平和なビーチは阿鼻叫喚の地獄に姿を変えていた。傷つき、苦痛に呻く者。愛する者の名を叫び、焼け跡をさまよう者。彼らの生と死を分かつ運命のドラマは、まだ始まったばかりだった…。

## キャスト
| 役名         | 俳優                         | 日本語吹替 |
| ------------ | ---------------------------- | ---------- |
| ディートマル | ティム・ベルクマン           | 藤原満     |
| ウルリケ     | ゾフィ・フォン・ケッセル     | 森夏姫     |
| アンドレアス | ヨハネス・ブランドラップ     |            |
| マルティン   | ヘルバート・クナウプ         | 内田直哉   |
| カタリーナ   | ローラ・トンケ               | 鈴木秀香   |
| ウォルター   | ハンス・ジシュラー           |            |
| ベーベル     | ニーナ・プロル               |            |
| ハンス       | レーランド・ヴィ・ズネッカー | 近藤広務   |
| ハンナ       | エマニエル・ボワドロン       | 高乃麗     |
| マイケ       | アン・ルイス・ティーツ       | 樋浦茜子   |
| ザビーネ     | ヴァネッサ・ベルトールド     | 高柳亜弓   |
| ミヒャエル   | フランソワ・ゲシュケ         | 喜多康平   |

- その他の声の吹き替え：小野健一／小柳基／近藤佳奈子／栗田かおり／田原直美／上田燿司／新田万紀子／瀬尾恵子／千々和竜策

## ソフト化
日本では2008年8月2日にアルバトロス株式会社からDVDが発売された。しかし収録されている映画の尺は約111分に短縮されたものである。